# Lycaena stempfferi
Lycaena stempfferi är en fjärilsart som beskrevs av Brandt 1938. Lycaena stempfferi ingår i släktet Lycaena och familjen juvelvingar. Inga underarter finns listade i Catalogue of Life.